# الشركة العامة للتبغ (ليبيا)
الشركة العامة للتبغ هي شركة وطنية ليبية تم تأسيسها رسميّا يوم 22 مايو 1972 بعد قيام مجلس قيادة ثورة الفاتح بإصدار القانون رقم 65 الذي قضى بتأسيسها كشركة حكوميّة تَحِلُّ محل مصنع التبغ بطرابلس.
بعد انقلاب القذافي يوم الفاتح من سبتمبر (1.9.1969) في ليبيا وفي بدايات عهد ثورة الفاتح، أعلن مجلس قيادة ثورة الفاتح يوم 11.11.1969 "تحرير صناعة التبغ من ربقة النفوذ الأجنبي"، وأصدر مجلس الوزراء الليبي قراره بإنهاء العمل بالاتفاقيات المبرمة مع شركة التبغ البريطانية الأمريكية المحدودة والمتعلقة بإدارة مصنع التبغ.
وفي 8.3.1970 صدر قانون يقضي بتأسيس المؤسسة الوطنية العامة للتصنيع وهو القانون الذي آلت بموجبه ملكية مصنع التبغ إلى المؤسسة الوطنية العامة للتصنيع.
وفي 22 مايو 1972، قام مجلس قيادة الثورة بإصدار القانون رقم 65 الذي يقضي بتأسيس الشركة العامة للتبغ لتحل محل مصنع التبغ.

## مصنع التبغ
مصنع التبغ بطرابلس بنته حكومة الاستعمار الإيطالي (1911-1943) في ليبيا بالقرب من الباب الجديد وميدان بورقيبة بمركز مدينة طرابلس. وُضع حجر أساسه يوم 25.10.1921 وبدأ إنتاجه شهر أكتوبر 1923م

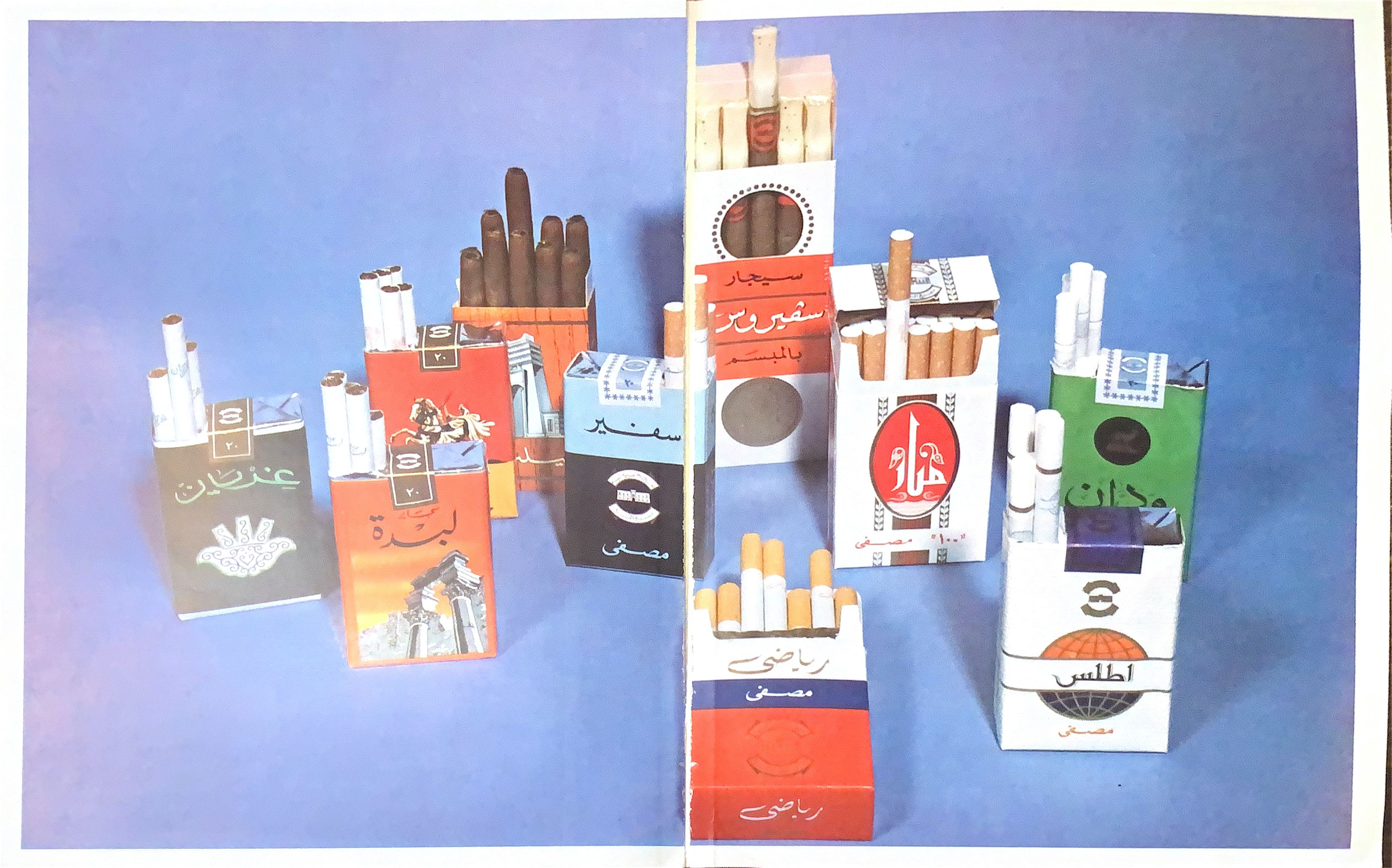
بعض سجاير الشركة الليبية للتبغ

## المنتجات
على مدى فترات الحكم المختلفة من الحكم الإيطالي والبريطاني والمملكة الليبية إلى الجماهيرية الليبية، قام مصنع التبغ (ولاحقا الشركة العامة للتبغ) بتصنيع عدة أنواع من السجاير، منها: أطلس ومنار ورياضي وسڤيروس (سيجار) وسفير ولبدة وفليني وغريان.

## التبغ في ليبيا في العهد العثماني
الدولة العثمانية عقدت سنة 1882 اتفاقية مع الدول الدائنة لها سُميت اتفاقية الديون العمومية، وتألفت بموجبها هيئة تتولى إدارة تحصيل الديون بحيث تهيمن على واردات الثروة الوطنية لتأمين سداد أقساط الديون العمومية. وهكذا عهد إلى هذه الهيئة الإشراف على زراعة وصناعة وتجارة التبغ في جميع ولايات الإمبراطورية ومنها ليبيا.
وفي 20.7.1883 منحت حكومة الباب العالي أحتكار أستثمار التبغ في جميع البلاد التابعة لها إلى شركة تكونت لهذا الغرض من البنك العثماني وشركة "كريدت إنشتالت" (Creditanstalt) النمساوية وشركة "البانكيك بلانجيددور" الألمانية وذلك لمدة ثلاثين عاماً قابلة للتجديد مدة أخرى مماثلة نظير سداد جزء من الديون العمومية. وقد تقرر أن يكون المقر الرئيسي لهذه الشركة مدينة استانبول على أن يجوز لها تأسيس فروع داخل الدولة العثمانية أو خارجها.

## التبغ في ليبيا في العهد الإيطالي
قام المستعمر الإيطالي في بداية فترة حكمه بتوطين مجموعات من العائلات الإيطالية في المزارع الليبية حيث ظلت الزراعة مقتصرة على النوعين القديمين من التبغ (الغزالي والطرابلسي) حتى سنة 1922 حيث تم إدخال زراعة نوعين جديدين هما "الهيبريحونين" العملاق و"السالنتو".

### مؤسسة التبغ الإيطالي
تولّت مؤسسة إيطالية متخصصة، تدعى "مؤسسة التبغ الإيطالي"، التي يرمز لها بالرمز "الآتي" مهمة تنمية زراعة التبغ واستقدام الأسر الزراعية الايطالية إلى الأراضي الليبية. ولعبت هذه المؤسسة دوراً مهماً في تطوير صناعة التبغ، فقد أدخلت زراعة التبغ الشرقي إلي تغرنة في غريان وإلى عدة مناطق في ترهونة وذلك لخلطه بالتبغ المحلي والتبغ المستورد في مسعاها لإنتاج أنواع فاخرة من اللفائف.
منحت حكومة الاحتلال الإيطالي مؤسسة الآتي مزارع خصبة في غريان تبلغ مساحتها ألف هكتار لتنمية زراعة التبغ مقابل الالتزام بأن توطن في خلال 5 أعوام 150 أسرة من المزارعين الإيطاليين تتولى اختيارهم ونقلهم إلى المستعمرات الزراعية ومساعدتهم في الفترة الأولى. وبعد النجاح في توطين 150 أسرة إيطالية، تكررت العملية على نطاق أكبر ومع نهاية عام 1933 كان قد تم توطين 1500 مستوطن إيطالي آخر في تغرنة، وفي السنوات التالية (1934-1936) تم توطين 4000 مستوطن إيطالي آخر في مزارع أخرى.

## روابط خارجية
- https://ltc.com.ly/ الموقع الرسمي